# حسین‌آباد میرشاه
حسین‌آباد میرشاه، روستایی در دهستان ادیمی بخش مرکزی شهرستان نیمروز در استان سیستان و بلوچستان ایران است.

## جمعیت
بر پایه سرشماری عمومی نفوس و مسکن در سال ۱۳۹۵، جمعیت این روستا برابر با ۴۴۴ نفر (۱۰۷ خانوار) بوده‌است.